# Mosconi Cup
La Mosconi Cup es un evento de billar pool que se  juega  bajo  la  modalidad de bola 9 y su celebración es anual. El torneo  se  disputa  entre  los equipos de Europa  y  de los Estados Unidos, desde el año 1994. Está considerada como la Ryder Cup del mundo del billar.
Cada equipo está integrado por 5 jugadores. El trofeo lleva el nombre del legendario jugador estadounidense William "Willie" Mosconi.
A partir de la X edición se elige al MVP del torneo.

## Resultados

### Total
| Equipo         | Victorias | Derrotas | Empates |
| -------------- | --------- | -------- | ------- |
| Mundo          | 17        | 13       | 1       |
| Estados Unidos | 13        | 17       | 1       |

### Por partido
| Año  | Sede                                  | Equipo ganador | Marcador | Equipo perdedor | MVP             | Ref.          |
| ---- | ------------------------------------- | -------------- | -------- | --------------- | --------------- | ------------- |
| 1994 | Romford, Londres, Inglaterra          | EE. UU.        | 16–12    | Europa          |                 | [ 1 ]         |
| 1995 | Basildon, Essex, Inglaterra           | Europa         | 16–15    | EE. UU.         |                 | [ 2 ]         |
| 1996 | Dagenham, Londres, Inglaterra         | EE. UU.        | 15–13    | Europa          |                 | [ 3 ]         |
| 1997 | Bethnal Green, Londres, Inglaterra    | EE. UU.        | 13–8     | Europa          |                 | [ 4 ]         |
| 1998 | Bethnal Green, Londres, Inglaterra    | EE. UU.        | 13–9     | Europa          |                 | [ 5 ]         |
| 1999 | Bethnal Green, Londres, Inglaterra    | EE. UU.        | 12–7     | Europa          |                 | [ 6 ]         |
| 2000 | Bethnal Green, Londres, Inglaterra    | EE. UU.        | 12–9     | Europa          |                 | [ 7 ]         |
| 2001 | Bethnal Green, Londres, Inglaterra    | EE. UU.        | 12–1     | Europa          |                 | [ 8 ]         |
| 2002 | Bethnal Green, Londres, Inglaterra    | Europa         | 12–9     | EE. UU.         |                 | [ 9 ]         |
| 2003 | Las Vegas, Nevada, USA                | EE. UU.        | 11–9     | Europa          | Mika Immonen    | [ 10 ] [ 11 ] |
| 2004 | Egmond aan Zee, Netherlands           | EE. UU.        | 12–9     | Europa          | Rodney Morris   | [ 12 ] [ 13 ] |
| 2005 | Las Vegas, Nevada, USA                | EE. UU.        | 11–6     | Europa          | Earl Strickland | [ 14 ] [ 15 ] |
| 2006 | Róterdam, Países Bajos                | Europa EE. UU. | 12–12    | Empate          | Corey Deuel     | [ 16 ]        |
| 2007 | Las Vegas, Nevada, USA                | Europa         | 11–8     | EE. UU.         | Tony Drago      | [ 17 ] [ 18 ] |
| 2008 | St. Julian's, Malta                   | Europa         | 11–5     | EE. UU.         | Mika Immonen    | [ 19 ] [ 20 ] |
| 2009 | Las Vegas, Nevada, USA                | EE. UU.        | 11–7     | Europa          | Dennis Hatch    | [ 21 ] [ 22 ] |
| 2010 | Bethnal Green, Londres, Inglaterra    | Europa         | 11–8     | EE. UU.         | Darren Appleton | [ 23 ]        |
| 2011 | Las Vegas, Nevada, USA                | Europa         | 11–7     | EE. UU.         | Niels Feijen    | [ 24 ] [ 25 ] |
| 2012 | Bethnal Green, Londres, Inglaterra    | Europa         | 11–9     | EE. UU.         | Chris Melling   | [ 26 ] [ 27 ] |
| 2013 | Las Vegas, Nevada, USA                | Europa         | 11–2     | EE. UU.         | Niels Feijen    | [ 28 ] [ 29 ] |
| 2014 | Tower Circus, Blackpool, Inglaterra   | Europa         | 11–4     | EE. UU.         | Niels Feijen    | [ 30 ] [ 31 ] |
| 2015 | Las Vegas, Nevada, USA                | Europa         | 11–7     | EE. UU.         | Niels Feijen    | [ 32 ]        |
| 2016 | Alexandra Palace, Londres, Inglaterra | Europa         | 11–3     | EE. UU.         | Albin Ouschan   | [ 33 ]        |
| 2017 | Las Vegas, Nevada, USA                | Europa         | 11–4     | EE. UU.         | Joshua Filler   | [ 34 ]        |
| 2018 | Alexandra Palace, Londres, Inglaterra | EE. UU.        | 11–9     | Europa          | Skyler Woodward | [ 35 ]        |
| 2019 | Las Vegas, Nevada, Estados Unidos     | EE. UU.        | 11–8     | Europa          | Skyler Woodward | [ 36 ]        |
| 2020 | Coventry, Londres, Reino Unido        | Europa         | 11–3     | EE. UU.         | Jayson Shaw     | [ 37 ]        |
| 2021 | Coventry, Londres, Reino Unido        | Europa         | 11–6     | EE. UU.         | Jayson Shaw     | [ 38 ]        |
| 2022 | Las Vegas, Nevada, Estados Unidos     | Europa         | 11–7     | EE. UU.         | Joshua Filler   | [ 39 ]        |
| 2023 | Coventry, Londres, Reino Unido        | Europa         | 11–3     | EE. UU.         | Joshua Filler   | [ 40 ]        |
| 2024 | Orlando, Florida, Estados Unidos      | Europa         | 11-6     | EE. UU.         | Jayson Shaw     | [ 41 ]        |
| 2025 | Coventry, Londres, Reino Unido        |                |          |                 |                 |               |